# Futaki Attila
Futaki Attila (Békéscsaba, 1984. november 27. – 2024. január 2.) magyar képregényrajzoló, a magyar képregénykészítés legújabb nemzedékéből. Önálló albuma jelent meg Franciaországban.

## Pályafutás
Egyszerű középosztálybeli családba született. 12 éves kora óta foglalkoztatta a képregénykészítés. A Magyar Képzőművészeti Egyetem mellett a firenzei nemzetközi képregényiskolában tanult. Első magyar nyelvű albuma 2009-ben jelent meg Spirál címmel a Magvető Kiadónál és Franciaországban az Editions Carabasnál. Ezt követően könyvével elutazott San Diegóba, a Comic Con-ra, egy esetleges amerikai karrier reményében.
Jó barátja, José Villarrubia vette a szárnyai alá, rengeteg szakmabelinek (szerkesztők, írók, rajzolók) bemutatta. 
Amikor rajzolót kerestek a Percy Jackson projekthez, néhány próbaoldal után a Disney akkori főszerkesztője, Christian Trimmer végül Futakit választotta. A Disney/Hyperion Books megbízásából ő rajzolta a Percy Jackson-sorozat 3. részét.
Korábbi rajzait Jeff Lemire mutatta meg Scott Snydernek, aki éppen rajzolót keresett a Severed regényhez. Ez talán szakmailag az egyik legsikeresebb képregénye; mivel a horror, noir és a thriller műfajok rendkívül közel álltak a rajzolóhoz, így részt vett a közös munkában.
Külföldi munkái között találjuk a Franciaországban megjelent Le tatoueurt ami Magyarországon is megjelent folytatásokban. Írója Alexis Nolent (Matz), akivel a képregényrajzoló már évek óta szeretett volna együtt dolgozni, mióta először elolvasta legismertebb képregényét, a Killert.
Több francia és amerikai kiadó elismert munkatársa volt; illusztrációival a New York Timesban is találkozhat az olvasó. Magyarországon megjelent harmadik albuma: 10 – A Puskás. 
Képregényei angol, francia, spanyol, olasz, holland, német, lengyel, brazil és bolgár nyelveken jelentek meg.

## Képregényei

### Magyarországon

#### Önálló kötetek
- Spirál (írta Nikolényi Gergely, Magvető, 2008) – megjelent franciául is: Spiral
- Budapest angyala (írta Tallai Gábor, Közép- és Kelet-európai Történelem és Társadalom Kutatásáért Közalapítvány, 2017) – megjelent franciául is: L’Ange de Budapest
- 10. A Puskás (írta Tallai Gábor, Közép- és Kelet-európai Történelem és Társadalom Kutatásáért Közalapítvány, 2021)
- Matz & Futaki: A kivarrt; ford. Kopeczky Csaba, Jeney Zoltán; Petőfi Kulturális Ügynökség, Bp., 2022

#### Rövid és folytatásos képregények
- Képtelen képregény (Com-X, 2000. november)
- A nagyon-nagy küldetés (írta Göndöcs Gergely, Kretén 57, 2002)
- Urbs (Beszélő, 2005/3)
- Az utas (írta Sárközi Mihály, Roham 3, 2006) – megjelent angolul is az Asylum of Horrors 1. számában
- A leguán (írta Sárközi Mihály, Roham 4, 2007)
- A blőd (írta Novák Tamás, Reakció, 2008 – befejezetlen mű)
- A végzet hatalma (írta Mikó Csaba, Zap antológia 1, 2008)
- A kivarrt (írta Alexis Nolent (Matz), Előretolt helyőrség melléklet, 2018)
- Kossuth Lajos: A magyar forgószél (írta Somogyi György és Kun-Béres Anikó, Hősök Tere antológia, 2023)

### Amerikában

#### Képregényfüzetekben
- Severed 1-7 (írta Scott Snyder ésScott Tuft, Image Comics 1-7, 2011-2012)
- The Nameless City (írta H. P. Lovecraft nyomán Pat Mills, in The Lovecraft Anthology 2, 2012)

#### Kötetek
- Percy Jackson: The Lighting Thief (írta Rick Riordan nyomán Robert Venditti, Hyperion Book, 2010) – megjelent francia, német és holland nyelven is
- Severed (írta Scott Snyder ésScott Tuft, Image Comics, 2012) – gyűjteményes kiadás, megjelent francia nyelven is
- Percy Jackson: Sea of Monsters (írta Rick Riordan nyomán Robert Venditti, Hyperion Book, 2013) – megjelent francia és holland nyelven is
- Percy Jackson: The Titan's Curse (írta Rick Riordan nyomán Robert Venditti, Hyperion Book, 2013) – megjelent francia nyelven is
- Conan: The Phantoms of the Black Coast (írta Victor Gischler, Dark Horse Comice, 2014)

### Franciaországban

#### Kötetek
- Hypnos 1: L'apprentie (írta Laurent Galandon, Le Lombard, 2017)
- La bande à Bonnot (írta Stefan Vogel, Laura Pearce és Jean-David Morvan, Glénat, 2018) – eredetileg Kickstarter-projekt The Illegalists címen
- Hypnos 2: La disciple (írta Laurent Galandon, Le Lombard, 2019)
- Le Tatoueur (írta Alexis_Nolent (Matz), Grand Angle, 2021)
- Movie Ghosts 1: Sunset, et au-delà (írta Stephen Desberg, Bamboo Édition, 2022)

### Illusztrációk
A képregények mellett számos illusztrációt is készített olyan lapoknak, mint a
- New York Times
- The Atlantic
- The Intercept
- GQ
- Forbes
- Frankfurter Allgemeine Zeitung

### Díjak és jelölések
- Junior Library Guild Selection 2010 (The lightning thief)
- SND (Society for News Design) Award – Best sport design 2013 (New York Times)
- SND Award of Excellence 2016 (New York Times)
- ADC (Art Directors Club) Germany award 2018 (Frankfurter Allgemeine Zeitung)
- Zórád Ernő-díj
- Goodreads Choice Award Nomination (Percy Jackson, Titans Curse)

### További munkái
2020-ban két képregényen is dolgozott, melyek közül az egyik egy New Orleansban játszódó neo noir, Jérémie Guez forgatókönyve alapján. Ez ún. one-shot albumnak minősül (roman graphique), amely nem sorozat vagy folytatásos történet, hanem egy nagyobb terjedelmű, kb. 124 oldalas album. 2021 nyarán jelent meg a Glénat Editions kiadónál, a Quais du polar fesztivál keretein belül. 
Másik munkája egy szintén neo noir alkotás, amelyet Stephen Desberg írt és a Grand Angle kiadónál jelent meg 2022-ben. A mű két albumból áll.